# Chicken Soup for the Soul
Chicken Soup for the Soul Entertainment là công ty truyền thông, hàng tiêu dùng và self-help của Mỹ - có trụ sở tại Cos Cob, Connecticut. Công ty được biết đến với vai trò đơn vị phát hành bộ sách Hạt giống tâm hồn (Chicken Soup for the Soul) - tập hợp những câu chuyện truyền cảm hứng có thật trong cuộc sống. Hạt giống tâm hồn khi xuất bản không những trở thành bestseller, mà còn được đánh giá là hiện tượng xã hội đáng chú ý. Hiện nay, Nhà xuất bản Chicken Soup for the Soul, LLC tiếp tục xuất bản khoảng một chục cuốn mới mỗi năm.
Công ty hiện đã lấn sang các lĩnh vực kinh doanh khác như thực phẩm, thức ăn cho vật nuôi, chương trình truyền hình.

## Lịch sử
Hạt giống tâm hồn được biên soạn lần đầu bởi hai diễn giả truyền cảm hứng Jack Canfield và Mark Victor Hansen - dựa trên những câu chuyện có thật, đầy cảm hứng mà họ được chia sẻ từ khán giả của mình. Nhiều câu chuyện đến từ những khán giả tham gia những buổi diễn thuyết họ. Tác phẩm bị từ chối bởi các nhà xuất bản lớn ở New York, nhưng cuối cùng được chấp nhận bởi một nhà xuất bản self-help nhỏ ở Florida tên là HCI.
Sau thành công ban đầu, Canfield và Hansen, cùng với HCI, đã xuất bản thêm các cuốn tiếp theo của series. Một thời gian sau, các cuốn Hạt giống tâm hồn dành cho những đối tượng cụ thể (ví dụ: Chicken Soup for the Teenage Soul dành cho tuổi thanh thiếu niên, xuất bản năm 1997) bắt đầu được xuất bản. Tính đến năm 2020, series đã có hơn 250 đầu sách.
Năm 2008, Canfield và Hansen đã bán công ty cho một nhóm sở hữu mới - do William J. Rouhana và Robert D. Jacobs lãnh đạo. Kể từ đó, tất cả các tựa sách mới được xuất bản bởi Chicken Soup for the Soul Publishing, LLC và được phân phối bởi Simon & Schuster.
Theo thời gian, Chicken Soup for the Soul đã mở rộng kinh doanh sang các sản phẩm khác ngoài sách. Công ty bắt đầu tiếp thị các sản phẩm thức ăn cho vật nuôi dưới thương hiệu Chicken Soup for the Pet Lover's Soul, và một dòng súp, nước sốt và các loại thực phẩm chế biến sẵn khác với thương hiệu Chicken Soup for the Soul.
Năm 2009, tác giả Adeline Lee Zhia Ern bị phát hiện ăn cắp ý tưởng câu chuyện "Happiness" của Sarah Provençal trong cuốn Chicken Soup for the Teenage Soul IV của Jack Canfield.
Năm 2013, công ty công bố kế hoạch sản xuất một loạt phim truyền hình và phim điện ảnh với Alcon Entertainment. Chicken Soup for the Soul đã sản xuất chương trình truyền hình cùng với các đối tác khác, bao gồm cả PBS. Năm 2016, Chicken Soup for the Soul mua lại phần lớn cổ phần của trang web A Plus.
Chicken Soup for the Soul Entertainment chuyển đổi thành công ty đại chúng vào năm 2017. Công ty hiện sở hữu Screen Media Ventures, LLC, một công ty phân phối phim và truyền hình độc lập hàng đầu toàn cầu, và Popcornflix, dịch vụ video trực tuyến dựa trên quảng cáo.
Ngày 28 tháng 3 năm 2019, có thông báo rằng Sony Pictures Television sẽ bán phần lớn cổ phần của Sony Crackle cho Chicken Soup for the Soul Entertainment.
Tháng 4 năm 2021, Chicken Soup for the Soul đã mua lại danh mục phim và truyền hình của Sonar Entertainment. Đổi lại, Sonar nắm giữ 5% cổ phần mạng AVOD mới.

## Giải thưởng
Series Hạt giống tâm hồn khi mới ra đời đã nhanh chóng lọt vào danh sách Best Seller của New York Times liên tục các năm từ 1994–1998.
Tác phẩm Chicken Soup for the Soul: What I Learned From the Dog được Hiệp hội Nhà văn về Chó của Hoa Kỳ vinh danh là "Tuyển tập hay nhất" năm 2010.